# Ereigue
Ereigue je rijeka u Venezueli. Ulijeva se jezero Valencia (endoreički bazen).